# Georg Gröning

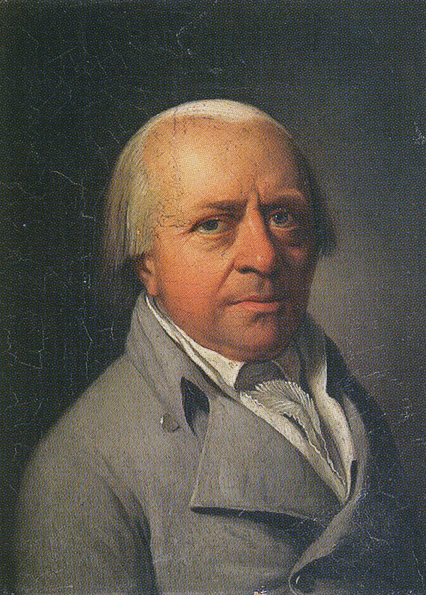
Georg Gröning um 1800

Georg Gröning (* 23. August 1745 in Bremen; † 1. August 1825 in Bremen) war ein deutscher Politiker, Bremer Ratsherr, Senator und Bürgermeister von 1814 bis 1821.

## Biografie

### Familie
Gröning war Schwiegersohn des Bremer Bürgermeister Heinrich Köhne jun. Der Bremer Senator und Bürgermeister Albert Gröning (1839–1903) war sein Enkel. Er war mit Gebecka Gröning, geb. Köhne (1747–1811) verheiratet, der einzigen Tochter des Bürgermeisters Heinrich Köhne (1721–1792); beide hatten neun Kinder, von denen sechs sie überlebten und in einflussreiche Bremer Familien einheirateten. Die jüngste Tochter Anna Gebecka (1786–1860) wurde durch ihre Reiseberichte bekannt. Sie heiratete den späteren Bürgermeister Diederich Meier (1787–1857).

### Beruf
Gröning studierte Rechtswissenschaften und promovierte zum Dr. jur. Er war als Jurist in Bremen tätig. 1774, nach dem Tode von Friedrich August von der Hude, erwarb er das Dammgut Ritterhude in Ritterhude. Er wurde 1781 Ratsherr von Bremen. 
Für die Stadt war er in diplomatischen Diensten, dann bis 1808 öfters unterwegs, um insbesondere in Frankreich die Vergrößerung des Staatsgebietes und eine gewisse Selbstständigkeit der Stadt zu bewirken. 1802/03 konnte er auch die Aufhebung des Elsflether Zolls nach einer Frist von 10 Jahren erreichen. In der Zeit der Besetzung durch die Franzosen war er Abgeordneter der Gesetzgebenden Körperschaft (Parlament) von Frankreich in Paris. Nach der Bremer Franzosenzeit war er von 1814 bis 1821 Bürgermeister von Bremen. Er musste 1821 krankheitsbedingt zurücktreten. Sein Sohn Heinrich Gröning (1774–1839) übernahm sein Amt als Bürgermeister. 
Das Landhaus Louisenthal ließ Gröning um 1815 für sich bauen.

In Bremen-Schwachhausen ist die Georg-Gröning-Straße nach ihm benannt.